# Alessandro Albani
Alessandro Albani, född 15 oktober 1692 i Urbino i Italien och död 11 december 1779 i Rom, var en italiensk kardinal, författare och mecenat. Han var kardinalprotodiakon från 1747 till 1779.
Albani var son till Orazio Albani och Maria Bernarda Hondedei, och brorson till påve Clemens XI. Han härstammade från den framstående italoalbanska familjen Albani. Albani utnämndes till kardinaldiakon av Sant'Adriano al Foro 1721. Han lät uppföra den berömda Villa Albani (1743-1763) i Rom och spelade en avgörande roll för det kyrkliga livet i Venedig.